# Монтес-Торосос

Районы Вальядолида:
синий: Кампо-де-Пеньяфьель
белый: Тьерра-де-Медина
жёлтый: Монтес-Торосос
голубой:Кампиния-дель-Писуэрга :
красный: Парамос-дель-Эсгева
оранжевый:Тьерра-дель-Вино
зелёный: Тьерра-де-Пинарес
фиолетовый:Тьерра-де-Кампос

Монтес-Торосос (исп. Montes Torozos)  — историческая область и  район (комарка) в Испании, находится в провинции Вальядолид.

## Муниципалитеты
1. Адалиа
2. Барруэло-дель-Валье
3. Вамба
4. Вильяльба-де-лос-Алькорес
5. Вильянубла
6. Гальегос-де-Орниха
7. Кастромонте
8. Сан-Педро-де-Латарсе
9. Сан-Пелайо
10. Сан-Сальвадор
11. Торрелобатон
12. Торресилья-де-ла-Торре
13. Фуэнсальдания